# Dannemora–Hargs Järnväg

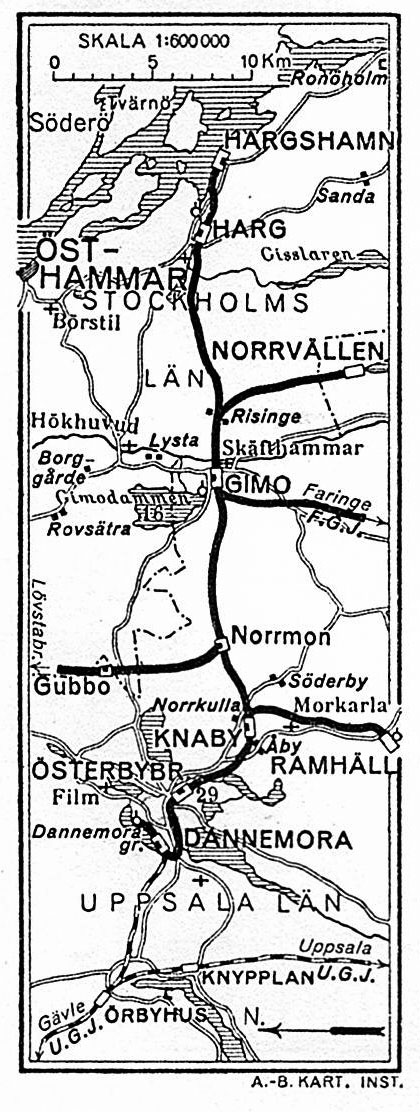
Linjen Dannemora-Hargshamn. Karta 1926.

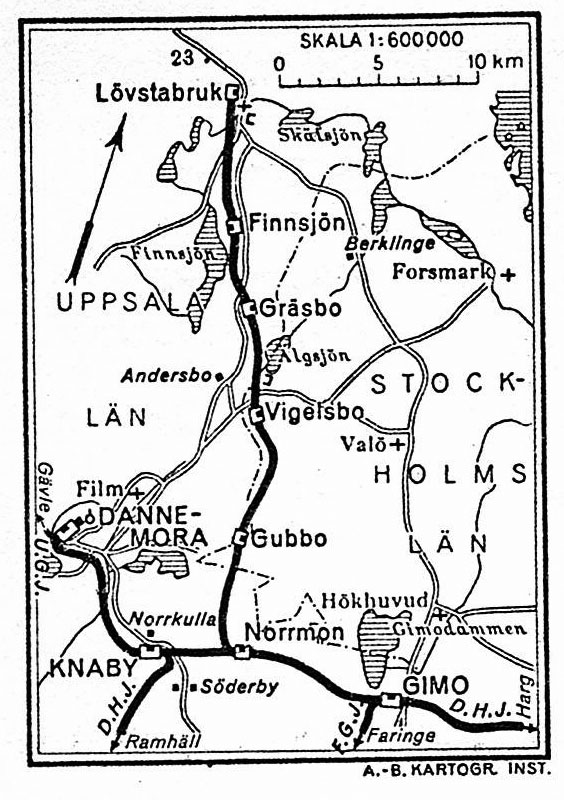
Linjen Norrmon-Lövstabruk. Karta 1926.

Dannemora–Hargs Järnväg (DHJ) var en smalspårig (891 mm) järnväg som öppnade för trafik mellan Dannemora gruvor och Hargshamn 1878. Sista smalspåriga godståget gick mellan Gimo och Hargshamn den 6 juli 1970, men bansträckningen finns kvar och är del av den i drift normalspåriga linjen Örbyhus–Hallstavik. 

## Historia
Dannemora–Hargs Järnvägsaktiebolag bildades 1875 och koncessionen godkändes samma år. Byggandet gick fort och den 39 km långa banan kunde öppnas för godstrafik redan 1876. Det allmänna öppnandet var 2 januari 1878 och samtidigt öppnades den 8 km lång bibana från Knaby till Ramhälls gruvor. Huvudsakligen användes banan för godstrafik till och från järnbruken. Det fanns ett sidospår till Österby bruk och bruket fick transportera normalspåriga vagnar på smalspåriga tvåaxliga boggier till bruket från Dannemora. Vagnarna fortsatte via den normalspåriga Uppsala–Gävle Järnväg mellan Dannemora och Örbyhus. Koncessionen på den 8 km långa bibanan Vällenbanan till Norrvällen beviljades 1913 och banan öppnades 1917. Det var mest skogsprodukter som transporterades. Nästa utökning var mot Lövstabruk där delen Norrmon–Vigelsbo på 12 km var klar 1918 och delen Vigelsbo–Lövstabruk 17 km var klar 1925. Allt öppnades för allmän trafik 1926. Dock hade bruket vid Lövstabruk lagts ner några månader innan järnvägen nådde fram, vilket medförde att den sista kilometern av Lövstabruksgrenen aldrig byggdes.  Vid Hålldammen finns än idag ett brofundament för en järnvägsbro som aldrig blev byggd.
DHJ hade anslutit sig till en gemensam trafikförvaltning med Stockholm–Roslagens Järnvägar (SRJ) 1921 och 1926 förvärvade (SRJ) aktiemajoriteten i bolaget och DHJ blev ett dotterbolag. 
SRJ:s dotterbolag Faringe–Gimo Järnvägsaktiebolag (FGJ) blev en del av DHJ 1935. Staten köpte SRJ med dotterbolag 1951 baserat på 1939 års riksdagsbeslut. Det var först ett statligt bolag (SRJ-koncernen) men infogades i dåvarande Statens Järnvägar (SJ) 1959.

### Nedläggning av smalspår
Godstrafiken Risinge–Norrvällen upphörde 1951 följt av Gubbo–Lövstabruk 1952 och Norrmon–Gubbo 1954. 1958 var det dags för Knaby–Ramhäll och därmed var alla bibanor nerlagda. Rälsen revs upp på Risinge–Norrvällen 1955, Norrmon–Lövstabruk 1956-1957 samt Knaby–Ramhäll 1959.
Persontrafiken Dannemora–Österbybruk upphörde 1953 och Österbybruk–Hargshamn 1960 och det sista smalspåriga godståget gick mellan Dannemora och Hargshamn 6 juli 1970. Ombyggnaden till normalspår blev färdig samma år. Tiden efter smalspåret beskrivs i artikeln Örbyhus–Hallstavik.